# Mačkané korálky
Mačkané korálky jsou korálky různých tvarů a barev, při jejichž výrobě se používají různé formy. Původně se tyto korálky vyráběly pouze ručně – skleněná tyč, která je základem při výrobě všech druhů korálků, se zahřála a poté vložila do dřevěných kleští, v jejichž čelistech byl vyřezán požadovaný tvar. Součástí kleští byla i jehla, jež vytvořila v korálku dírku. Kleště s horkou (a změklou) skleněnou tyčí se zmáčkly, a tak vznikl korálek. I proto se těmto korálkům říká mačkané. Hotové korálky se pak ještě leštily omíláním v sudech s vodou a pískem.
V současné době se mačkané korálky vyrábějí ručně jen výjimečně, jen pokud se jedná o velice složité tvary. Část jejich výroby je poloautomatická, kdy sklář nahřeje tyč, vloží ji do stroje – mačkadla, který pak tyč smáčkne do formy. Velká část výroby je však zcela automatizovaná – mačkací automaty obstarávají veškerou práci, od nahřátí skleněné tyče až po její vmáčknutí do forem. 
I Formy již nejsou dřevěné, dokonce ani z obyčejných kovů, ale z ušlechtilé oceli nebo ze speciálních směsí. To zajišťuje jejich delší trvání (ocel a směsi jsou tvrdší, a proto se méně opotřebovávaní), a také výsledné korálky jsou kvalitnější.
Stejně jako v minulosti se korálky po vymáčknutí z formy musí ještě obrousit a vyleštit. I tady došlo k vývoji – stále se používá voda, obyčejný písek ale nahradil písek specifický. Po této „mechanické“ části výroby (může být zcela automatizovaná) nastupuje na řadu člověk. Korálky je totiž třeba prohlédnout a roztřídit, neboť se mezi nimi mohou objevit různé střepy a deformované korálky.
Po roztřídění nastupuje na řadu poslední část výroby – povrchová úprava. Některé mačkané korálky touto poslední fází již neprocházejí, jejich výroba je zakončena. Jiné korálky se však ještě upravují a ani v této části výroby se fantazii meze nekladou. Povrch korálků totiž může být třeba zmatněn nebo mu může být dán měňavý lesk. Korálky mohou být i vícebarevné – další barvy se na ně nanášejí třeba stříkáním, zatíráním nebo se mohou v barvě smáčet. Také je možné vytvořit barevné průtahy v dírkách – to se dělá u transparentních korálků, hlavně u bezbarvých, kde tento efekt nejlépe vynikne. Hodně se používá i pokovování, někdy se používají i drahé kovy (zlato či platina).
Co se týká barevné škály, je téměř nevypočitatelná. Základní barva korálků závisí na barvě skleněné tyče, ze které se vymačkávají. Ta může být průhledná, neprůhledná, opálová, alabastrová, hedvábná, ale výjimečně se vyrábějí mačkané korálky i z různobarevných tyčí. Některé barevné tyče napodobují drahé kameny (ametyst, křišťál, akvamarín, jantar, granát, rubín, smaragd,…). Asi nejznámější a nejpoužívanější je barva černá, na které krásně vyniká zlaté pokovování (které se samozřejmě používá na všechny barvy korálků). Protože se korálky ještě povrchově upravují, je množství barevných kombinací, které je možné vytvořit, opravdu nevyčíslitelné.
Jestliže je možné vytvořit obrovské množství barevných kombinací, pak tvarová škála je ještě větší. Mačkáním je totiž možné vytvořit prakticky jakýkoliv tvar. Vznikají tak základní tvary jako kuličky, „pomačkané“ kuličky, olivy, slzičky, válečky, oválky, penízky, kostičky, pyramidky, srdíčka, mušličky, hvězdičky, měsíčky, sluníčka, placky různých tvarů. Tyto tvary mohou mít hladký povrch, který lze využít při nanášení jiné barvy (vznikají třeba korálky puntíkované či proužkované). Je ale možné utvořit i povrch plastický („vyrýt“ na ně vzor) – takových korálků se využívá hodně pro další nanášení barvy do plastického vzoru, nejznámější barevnou kombinací jsou již zmiňované černé korálky se zlatem. Tím ale nabídka nekončí. Mezi mačkanými korálky najdeme i různé kytičky, zvonečky, lístky, ovoce (jablka, hrušky, třešně, hrozny, citróny, banány, jahůdky), dokonce i zvířátka (kočičky, pejsky, slony, lvíčata, berušky).
Mačkané korálky lze dobře využít při výrobě šperků pro malé i velké parádnice. Díky množství tvarů a barev z nich lze vyrábět i různé přívěsky k mobilům a ke klíčům. Z černozlatých tvarů vznikají nádherné a opravdu slavnostní šperky, díky barvám napodobujícím drahé kameny je možné utvořit šperky, které vypadají velice draze, ovšem jen majitelka ví, že se jedná „jen“ o barevné korálky… A ovocné tvary můžeme využít třeba při výrobě stromečků z korálků.